# Bank

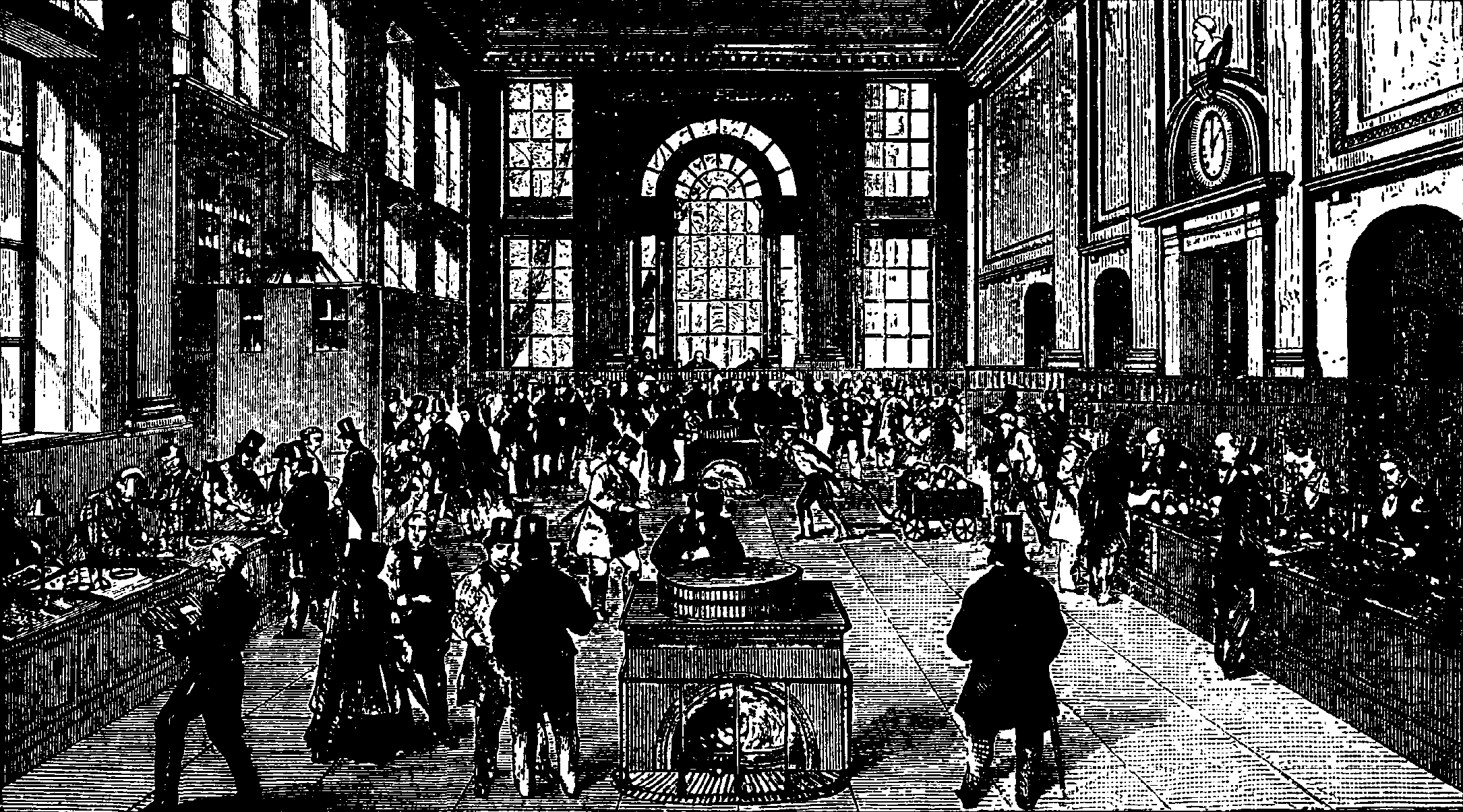
Interiör från Bank of England vid mitten av 1800-talet.

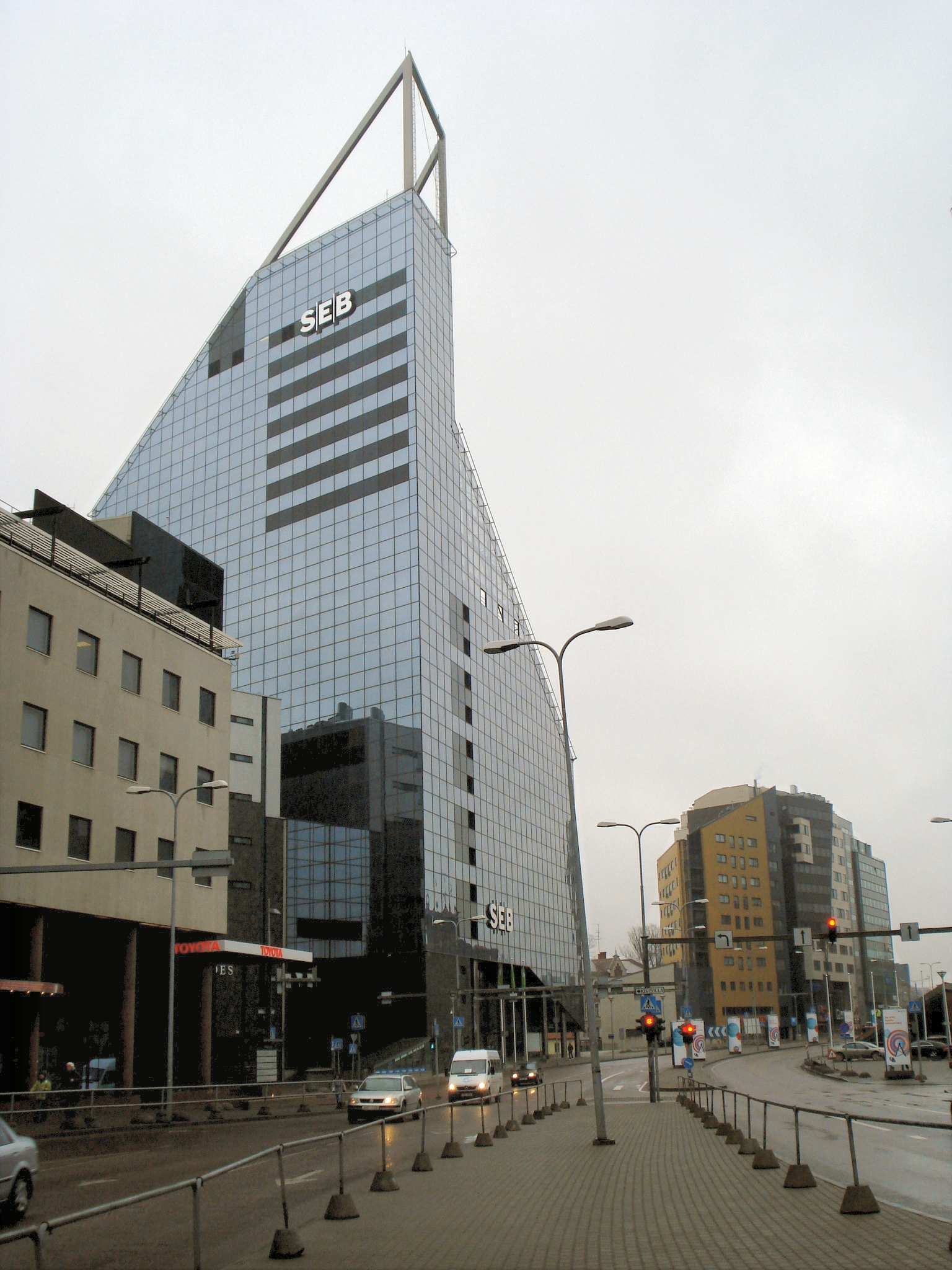
SEB:s huvudkontor i Tallinn, Estland.

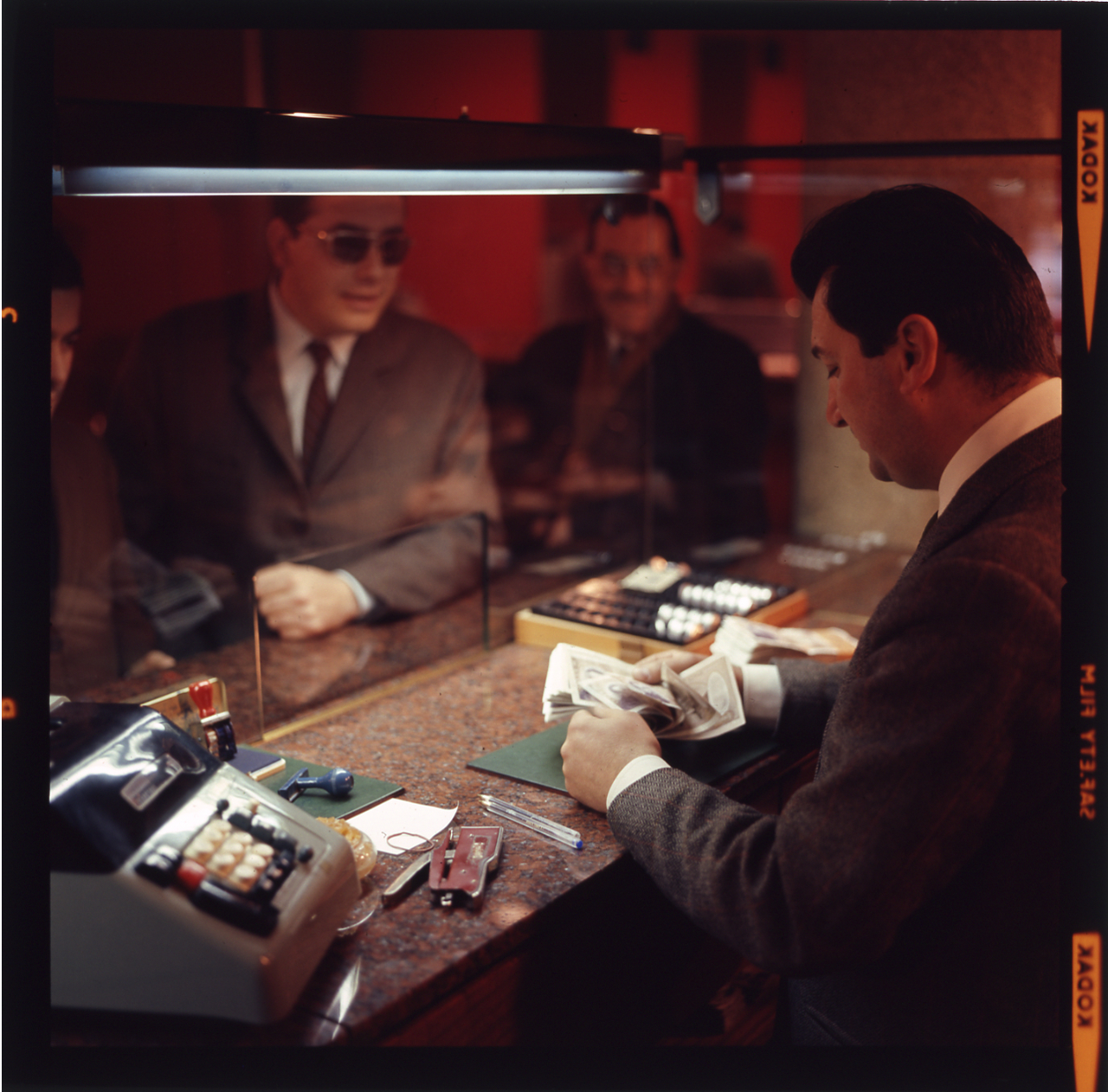
1970.

En bank (av franska banque, från italienska banca, ”bänk” eller ”bord”) (symbol ⛻) är ett företag som framförallt ägnar sig åt att skapa nya pengar i form av krediter. Utöver denna centrala funktion fungerar banken också som en mellanhand för pengar och bedriver inlåning och utlåning, samt ger annan service som handel med värdepapper (exempelvis aktier och obligationer) och betalningstjänster. Banker konkurrerar med varandra, som andra företag på marknaden, och de är ibland specialiserade på olika områden. I banksystemet som helhet finns också andra aktörer vid sidan om själva bankerna. Inte minst centralbanken, som är en slags huvudbank inom varje stat.
Ordet "bank" kan i vardagligt tal även syfta på ett bankkontor. Andra institutioner kallas också för "bank" som en metafor, även om de inte ägnar sig åt utlåning och inlåning. Exempel på sådana är spermabank, blodbank och tidbank.

## Verksamhet
Bankers viktigaste verksamhet är att de i och med sin kreditgivning skapar större delen av alla pengar som cirkulerar i ekonomin. En annan viktig verksamhet är att fungera som mellanhand (motpart) vid ekonomiska avtal och transaktioner. Därför bedriver nästan alla banker utlåning och inlåning. En annan viktig verksamhet som bankerna bedriver är betalningsförmedling, det vill säga förflyttning av pengar mellan människor och företag. Internt utgörs bankernas verksamhet till stor del av riskhantering och minimering av risker. Ofta handlar banker och företag med risker för att åstadkomma diversifiering och omfördelning av riskerna för den enskilde aktören.

### Banken som skapare av nya pengar
Bankernas huvuduppgift är att tillhandahålla krediter för hushåll, företag och stater. Med andra ord att skapa pengar i form av krediter. Detta går till på följande sätt: 
När en bank beviljar ett "lån" ökas behållningen på en kredittagares ("låntagares") konto i utbyte mot att denne försätter sig i skuld till banken och lovar att återbetala skulden till banken, med ränta. Detta innebär att banken i och med en ny kredit har skapat nya pengar; bankens balansräkning har ökat. Den typ av konto som banker vanligtvis ökar behållningen på i samband med sin kreditgivning kallas "avistakonto". Det är en typ av konto som innebär att kontoinnehavaren har rätt att kräva av banken att den, direkt på begäran, betalar kontoinnehavaren fysiska mynt och sedlar motsvarande beloppet på kontot. Sådana fordringar på banker fungerar i praktiken som pengar och räknas in i den officiella statistiken över penningmängd. Denna kategori av pengar brukar kallas "M1", till skillnad mot fysiska mynt och sedlar som ingår i kategorin "M0". Bankers skapande av nya pengar genom kreditgivning ökar den totala köpkraften i ekonomin, och stimulerar därmed den ekonomiska aktiviteten i samhället. Några få banker, bland annat JAK medlemsbank, fungerar på ett annat sätt och är varken vinstsyftande eller penningskapande. De flesta banker skapar dock pengar i samband med kreditgivningen.

### Banken som mellanhand
Det finns också en beskrivning av banker som att de är en slags mellanhand, en intermediär, mellan låntagare och långivare. Anledningen till att sparare och låntagare väljer att betala för denna tjänst när alternativet finns att mötas direkt på värdepappersmarknaden, är enligt ekonomerna främst tillgången på information. Att låna ut sina pengar innebär alltid en större eller mindre risk för att låntagaren inte kommer att betala igen lånet. När det gäller att bedöma risken för detta har långivaren alltid ett underläge gentemot låntagaren – informationen är som man brukar säga asymmetrisk. Låntagaren vet ju alltid mer om sig själv, sina avsikter och om sin ekonomi än vad den presumtive långivaren vet. Om alla företag och hushåll skulle ta upp lån genom att ge ut egna värdepapper skulle det vara helt omöjligt för en enskild sparare att bedöma kreditvärdigheten hos alla dessa potentiella låntagare och göra rationella val. I praktiken är det därför bara de största företagen och institutionerna, vars verksamhet är välbekant och väldokumenterad, som kan finansiera sig på det sättet. Detta förstärks också av att det i praktiken finns ganska betydande fasta kostnader när det gäller att genomföra en värdepappersemission. Andra aktörer måste därför i huvudsak sköta sin lånefinansiering via banker och andra intermediärer.

### Grundprincip
Precis som för andra företag måste bankers tillgångar motsvara deras skulder plus eget kapital. För att upprätthålla en god likviditet och soliditet behöver banker ta emot sparmedel i form av inlåning, som insättarna har rätt att ta ut när de önskar, och att använda dessa sparmedel för att finansiera mer eller mindre långfristig utlåning – hur detta mer konkret ser ut avspeglas i bankernas balansräkningar. Utlåningen sker till en högre ränta än inlåningen, och skillnaden däremellan utgör bankernas räntenetto, med andra ord bankens vinst.
En vanlig missuppfattning om bankverksamhet är att inlåning måste föregå utlåning, det vill säga att en bank först behöver ta emot insättares sparmedel varefter banken kan låna ut dessa pengar till andra. Så är inte fallet. En bank som beviljar en kredit skapar inlåningen "ur tomma intet" på kredittagarens konto, samtidigt som denne försätts i skuld med samma belopp. Därefter spenderar kredittagaren sina pengar som typiskt hamnar i en annan bank. Först då behöver banken låna in pengarna från marknaden för att upprätthålla sin likviditet.
Denna verksamhet är allt annat än riskfri; blir uttagen plötsligt stora kan banken få problem med likviditeten eftersom man inte snabbt kan säga upp eller avyttra låneengagemangen. Drabbas banken av stora förluster i utlåningen blir effekten densamma. Den typen av riskexponeringar kan i vissa lägen bli omöjliga att hantera för ett enskilt institut och kan dessutom lätt spridas till andra institut. Detta sker främst via de ofta omfattande kreditexponeringar instituten har på varandra och genom att ett misstroende mot ett institut lätt kan ”smitta” även andra institut. Det är dessa latenta så kallade systemrisker som i stor utsträckning motiverar den särskilda reglering och tillsyn som omgärdar finansiella företag i allmänhet och banker i synnerhet. När det gäller inlåningssidan är detta, tillsammans med ambitionen att skydda insättarna/konsumenterna, motivet för olika former av insättningsgarantier eller inlåningsförsäkringar."
Skuldsättning är en ofrånkomlig förutsättning för bankverksamhet, vårt penningsystem och hela vår ekonomi. Detta eftersom i stort sett alla pengar som existerar skapas av affärsbankerna i samband med kreditgivning. När någon går till banken och tar ett lån, skapas nya pengar. Pengar skapas som skulder, vilket ger en direkt koppling mellan penningvolym och lånevolym. På samma sätt som nya pengar skapas i samband med ny kreditgivning, så kvittas pengar (i form av tillgodohavanden) mot skulder och försvinner, när skulder amorteras ned.
Sedan 2014 utför Westnova Management AB en jämförelse av soliditeten hos Sveriges banker. Undersökningen 2016 visade att landets fristående sparbanker har en genomsnittlig soliditet på 15,9  procent, tre gånger högre än storbankernas 5,4 procent. I topp fanns Sparbanken Lidköping med 33,2 procent, Virserums sparbank med 30,9 procent och Högsby sparbank med 29,3 procent.

### Centralbankens roll
De flesta länder i världen har en centralbank med ansvar för landets penningpolitik. En centralbank agerar som bankernas bank och har makten att skapa nya pengar på eget initiativ, som de sedan köper typiskt finansiella tillgångar eller guld för. Detta i kontrast till vanliga kommersiella banker som, som regel, kan skapa nya pengar endast när en kredittagare frivilligt accepterar att försätta sig i skuld till banken. Undantag för detta finns dock; banker kan genom dotterbolag, typiskt s.k. investmentbanker, bedriva handel i egen bok varmed de kan erhålla kredit från t.ex. moderbolaget för att spekulera i finansiella tillgångar. Kritik mot detta har framförts eftersom det anses skapa risker, ökar den finansiella instabiliteten och orsakar inflation i tillgångspriser. För att hindra detta har förslag om bankdelning framförts.
Med makten att på eget initiativ skapa ny monetär bas så kan centralbanken styra nivån på de räntor som råder på marknaden. Detta sker genom s.k. öppen marknadsoperation eller genom att centralbanken ändrar sin styrränta. Centralbankens uppdrag är att försöka maximera tillväxten genom att hålla en så låg styrränta som möjligt så att kreditgivningen maximeras. Man försöker med andra ord stimulera ekonomin genom att göra det så billigt som möjligt att erhålla kredit. Samtidigt har centralbanken uppdraget att upprätthålla den finansiella stabiliteten och ett stabilt penningvärde. Om styrräntan hålls för låg skapas för mycket nya pengar i och med kreditgivningen varvid inflation kan uppstå. Centralbanken har alltså motstridiga krav som den måste balansera mot varandra i sin penningpolitik.

### Kritik mot "fractional-reserve banking"
Den idag allmänrådande principen för hur banker skapar pengar genom kreditgivning, dvs den sorts bankverksamhet, som kallas Fractional-reserve banking, har kritiserats från olika håll för att vara orättvis, ohållbar eller för att på olika sätt orsaka problem i samhället. Exempel på sådana kritiker är den Österrikiska skolan, och rörelsen för penningreform.

### Bankernas risktagande
För att en bankverksamhet ska fungera måste banken på ett rationellt sätt kunna ta in och hantera ekonomisk information och ha kompetens att analysera den. Därmed kan man uppnå det som en enskild sparare inte kan uppnå, nämligen att bli tillräckligt väl informerad om ett stort antal lånekunder och om den ekonomiska utvecklingen i stort för att kunna överblicka och hålla förlusterna i utlåningen på en hanterbar nivå. Detta innebär inte bara att göra en bedömning och fatta ett kreditbeslut som svar på en låneansökan – det krävs också en löpande övervakning och uppföljning av låntagarens ekonomi även efter att en kredit har beviljats. Detta innebär flera svårigheter, bland annat därför att låntagaren kan ha anledning att framställa utvecklingen på ett sätt som för honom är mest gynnsamt i sin relation till banken, snarare än att ge en objektiv bild. Spararen, via sitt ombud banken, behöver alltså löpande utvärdera låntagaren. Banken har därmed även fått en uppgift som kontrollstation.

### Förtroendet för bankerna
Vid sidan av att så långt möjligt undvika förluster i kreditgivningen, är den andra nyckelförutsättningen för en fungerande bankverksamhet att bygga upp och upprätthålla ett sådant förtroende hos insättarna att man inte riskerar plötsliga massuttag av sparmedel. Härvid skyddas bankerna från att behöva leva upp till sina löften att betala sina skulder genom så kallad insättningsgaranti.
En viktig komponent i en sådan förtroendeuppbyggnad är givetvis att man visar att man kan bemästra kreditriskerna i utlåningen på ett bra sätt. Om det finns många konkurrerande banker kommer den bank som kan ge den för kunderna bästa kombinationen av in- och utlåningsräntor att få ett övertag i konkurrensen. I princip är det också den banken som gör de bästa kreditbedömningarna och uppföljningarna, eftersom den banken får minst problem med kreditförluster. Därigenom kan spararna via sina bankinsättningar påverka vilka banker som i sin tur blir tongivande när det gäller fördelningen av kapital i ekonomin.

### Reglering
Eftersom bankerna i och med sin roll som skapare av penningmängden är samhällsviktiga, och deras verksamhet är förknippad med risker, så är bankverksamhet reglerad. Den mest uppenbara regleringen av bankverksamhet är centralbankens penningpolitik. Utöver centralbankens räntestyrning, regleras bankverksamhet genom lagstiftning. I Sverige är det den statliga myndigheten finansinspektionen som ansvarar för tillsynen av bankerna. Till exempel måste banker enligt lag upprätthålla en viss soliditet och likviditet. Ett regelverk som banker måste leva upp till är till exempel Basel III.

### Betalningsförmedling
En av bankernas grundläggande funktioner, och kanske den som är mest uppenbart nödvändig, är rollen som betalningsförmedlare. En utvecklad ekonomi utan ett fungerande generellt betalningsmedel, pengar, är närmast omöjligt att ens tänka sig. Pengar har i sin tur i princip två former: kontanter respektive tillgodohavanden på inlåningskonton. Genom att (främst) bankerna erbjuder en likvid inlåning kan dessa tillgångar användas för löpande betalningar. Den likvida bankinlåningen utgör således en fundamental förutsättning inte bara för finansiering utan också för betalningar. År 1997 skedde uppskattningsvis 90 procent av alla betalningar – sett i värdetermer – genom överföringar mellan bankkonton. I den meningen kan man säga att de finansiella företagens roll i betalningssystemet växt över tiden.

### Samhällspåverkan
Banker har en central roll i samhället, eftersom det är banker som, i och med sin kreditgivning skapar större delen av alla pengar i samhället. Att betalningar kan genomföras säkert, snabbt och till låga kostnader bidrar till ekonomins effektivitet och därmed till samhällets välståndsutveckling. Samtidigt är det en funktion som anses så självklar att den sällan är föremål för någon eftertanke. Betänker man hur mycket tid och möda som enskilda individer, butiker, banker med flera ägnar åt olika former av betalningshantering, inses även utan formella kalkyler att betalningsförmedling är en resurskrävande verksamhet. Graden av effektivitet har därför stor samhällsekonomisk betydelse. Ett betalningssystems robusthet och säkerhet bidrar även det till samhällsekonomisk effektivitet. All slags penninghantering innebär välbekanta risker som stöld, rån, förfalskning och manipulation. Men en betalningsförmedling baserad på överföringar av inlåningsmedel kräver också att de kontohållande institutionerna, det vill säga bankerna, är eller uppfattas vara finansiellt stabila. Det kräver också att de tekniska systemen och de legala arrangemangen kring hanteringen är säkra och robusta. Skulle störningar eller oklarheter uppstå när det gäller dessa förutsättningar kan funktionsförmågan i betalningssystemet snabbt försämras och i värsta fall upphöra. Om en sådan så kallad systemrisk uppstår påverkas alla delar av ekonomin, med stora samhällsekonomiska kostnader som följd.

### Riskhantering
Nästan all ekonomisk verksamhet – och för den delen även annan verksamhet – innefattar ett visst mått av risktagande; investeringar, produktutveckling och marknadsföringssatsningar kan lyckas men kan också gå fel och resultera i oväntade utfall. Riskhantering, framför allt finansiell riskhantering, är en tjänst som banker i olika former tillhandahåller övriga delar av ekonomin. Internt är en effektiv riskhantering kanske den viktigaste konkurrensfördelen hos en bank.

### Diversifiering
Bankutlåning kan ses som en form av riskhantering - i stället för att en enskild sparare själv skall söka upp och kreditvärdera en eller flera presumtiva låntagare, lånar banken in pengarna och lånar sen ut dessa pengar, tillsammans med pengar som influtit från en mängd andra insättare, på ett sådant sätt att man dels gör en riskbedömning av den enskilda låntagaren på ett sannolikt mer kompetent sätt än kunden själv skulle kunna göra, dels lånar ut till olika låntagare på ett sätt som innebär att man sprider eller diversifierar riskerna. Ett visst kalkylerat mått av kreditförluster kan därför hanteras utan att hota bankens fortlevnad eller insättarnas medel. Det på senare år starkt ökade sparandet i olika värdepappersfonder som alternativ till att själv köpa aktier och bygga upp en egen portfölj bygger också i grunden på samma filosofi – riskerna kan enklare spridas inom en fond. Detsamma kan sägas om den riskhantering som försäkringsbolagen bedriver.
De typer av risk som man kan bli av med genom diversifiering är sådana som är oberoende av varandra; tanken är att om låntagaren A går i konkurs och inte kan betala tillbaka sitt lån, ökar för den skull inte sannolikheten för att låntagaren B gör detsamma. Om försäkringstagaren X får sin bil stulen påverkas heller inte risken att försäkringstagaren Y skall råka ut för samma sak. Vissa risker kan dock inte elimineras på det sättet; en bank som enbart lånat ut till ett i och för sig stort antal svenska företag, är inte hjälpt av en sådan diversifiering om de svenska företagen över hela linjen drabbas av något som undergräver deras konkurrenskraft och kreditvärdighet. Om banken däremot har en internationell spridning på sina låneengagemang kan dock en sådan ”Sverige-risk” reduceras genom diversifiering. Den pågående finansiella globaliseringen kan visserligen kan ge upphov till risker, den innebär också möjligheter att reducera risker.

### Riskomfördelning
Finansiella risker som man av olika skäl inte kan bli av med genom diversifiering kan delas med andra och därmed göras hanterbara. Delning av finansiell risk sker genom handel med finansiella risker, där utgångspunkten är att olika aktörer har olika vilja och olika möjligheter att ta på sig mer eller mindre risk; det kan gälla risknivån generellt eller vissa specifika risker – exempelvis kan ett skogsindustriföretag vilja avyttra sin valutarisk, eftersom man torde ha sin främsta kompetens i att tillverka och sälja papper och massa snarare än att uppträda som aktör på valutamarknaden.
Handel med finansiell risk sker framförallt i de olika så kallade derivatinstrument som handlas på derivatmarknaderna. Derivat är kontrakt vars värde baseras på prisutvecklingen av en underliggande tillgång, exempelvis något slag av värdepapper. Den enklaste formen av derivat är ett s.k. terminskontrakt; exempelvis utsätter sig ett företag som sålt en vara till USA och får betalt i dollar om tre månader för en valutarisk eftersom dollarkursen kan gå ner under dessa tre månader. Företaget kan då sälja sina dollar ”på termin” redan idag och då få en bestämd kurs för sina inkommande dollar när de ska växlas in. Ett annat alternativ är att företaget köper ett optionskontrakt. Då har företagen möjligheten att sälja till ett på förhand fastställd kurs, men har rätt av avstå från detta om kursutvecklingen går åt det positiva hållet, sett ur företagets synpunkt.
Andra risker än finansiella risker kan delas med hjälp av försäkringar som tillhandahålls av försäkringsbolag. Återförsäkring är en metod som utnyttjas av försäkringsbolagen för att sin tur dela sina risker med ett annat försäkringsbolag. Återförsäkringens syfte är att dela risken för skadekostnader som överstiger försäkringsbolagets betalningsförmåga. I ekonomisk teori utgår man från att alla aktörer i ekonomin handlar rationellt. Det anses rationellt att ha en betalningsvilja för att minska sin risk. Exempelvis kan man placera sitt sparande på ett sätt som gör att man får en lägre, men säkrare, avkastning än vad man skulle kunna få om man var mer chanstagande och valde en högre risknivå. Om (finansiella) risker inte kunde diversifieras eller omfördelas genom handel skulle ett antal riskfyllda men högavkastande affärs- eller investeringsprojekt inte kunna förverkligas. Exempel på sådant är utveckling och marknadsföring av ny teknik och nya produkter och nyföretagande överhuvudtaget. Samtidigt är det uppenbart nödvändigt för ekonomins långsiktiga utveckling att sådana satsningar kan genomföras. På det sättet bidrar alltså bank- och finanssektorn även i sin riskhanteringsfunktion till utvecklingen i den reala ekonomin.

## Typer av banker
- Centralbank: En statlig bank som garanterar tillgången på en statlig valuta. Den svenska centralbanken är Sveriges riksbank, som funnits sedan 1668, och är den äldsta i världen följd av Bank of England.
- Sparbank: En icke vinstinriktad bankform, liknande en stiftelse, vars syfte enligt den svenska Sparbankslagen anges som att "att befordra sparsamhet". Med smärre skillnader i juridiska konstruktioner finns sparbanker i ett stort antal länder. Flera svenska sparbanker ombildades på 1990-talet till bankaktiebolag (affärsbanker) ägda av sparbanksstiftelser, och är således idag sparbanker endast till namnet, inte juridiskt sett. Swedbank är ett resultat av sammanslagningen av flertalet av dessa banker, samt senare Föreningsbanken. Stiftelserna äger idag drygt 20% av FSB.
- Föreningsbank, andelsbank eller jordbrukskassa: En ekonomisk förening med bankverksamhet. Formen möjliggjordes genom ett riksdagsbeslut 1915 , varefter många mindre jordbrukskassor grundades för böndernas behov. I likhet med sparbanksrörelsen ökade centraliseringen gradvis för att under 90-talet bli en enda affärsbank, Föreningsbanken, som slutligen uppgick i Föreningssparbanken. I Finland är rörelsen fortfarande synnerligen aktiv, där under begreppet andelsbank.
- Medlemsbank: Efterföljaren till föreningsbanken, styrd av Lagen om medlemsbanker (1995:1570). Det finns idag två i Sverige; JAK medlemsbank och Ekobanken. JAK har räntefri inlåning och lån ges i utbyte mot tidigare eller senare sparande i motsvarande grad, medan Ekobanken erbjuder detta som en av sina sparformer vid sidan av räntebaserat sparande. Gemensamt för de båda är deras fokus på lokal, småskalig ekonomi och ekologi.
- Affärsbank: Ett aktiebolag med bankverksamhet, styrt av Lag om bank- och finansieringsrörelse (2004:297). Tidiga affärsbanker grundades först och främst för att täcka företagens behov av bankprodukter, men på senare tid har även föreningssparbankerna och de flesta sparbanker ombildats till aktiebolag. De största bankerna i Sverige är affärsbanker.
- Pantbank, som driver utlåning i utbyte mot inlämning av föremål som pant.
- Bankirfirma var en bankliknande verksamhet som drevs av enskilda personer var för sig eller av vanliga handelsbolag (även såsom kommanditbolag). I Sverige var dylika särskilt vanliga under första världskriget, men 1918 förlorade de rätten att använda inlånade medel.

## Världens äldsta banker
- 1472 Banca Monte dei Paschi di Siena, Italien.
- 1590 Berenberg Bank, Hamburg, Tyskland.
- 1664 Child & Co., London, England.
- 1668 Sveriges riksbank - världens äldsta centralbank.
- 1672 C. Hoare & Co., London, England.
- 1674 Metzler Bank, Frankfurt am Main, Tyskland.
- 1690 Barclays, London, England.
- 1692 Coutts & Co., London, England.
- 1694 Bank of England, London, England.
- 1695 Bank of Scotland, Edinburgh, Skottland.[10]

## Banklagstiftning i några olika länder

### Sverige
I Sverige är en bank ett institut med tillstånd från regeringen (s.k. oktroj) att ta emot inlåning på konton från allmänheten, delta i Riksbankens clearing samt låna pengar av Riksbanken genom repotransaktioner och placera pengar på räntebärande konton hos Riksbanken. I de flesta länder är bankernas verksamhet hårt reglerad. I Sverige är Finansinspektionen ansvarig tillsynsmyndighet över banksektorn. Med bank avses i Sverige bankaktiebolag, sparbank och medlemsbank. Bankaktiebolag är ett sådant aktiebolag som fått tillstånd att driva bankrörelse. Sparbank är ett företag som avses i sparbankslagen (1987:619). Medlemsbank är en ekonomisk förening som avses i lagen (1995:1570) om medlemsbanker. Med bankrörelse avses enligt 1 kap. 3 § lagen om bank- och finansieringsrörelse, rörelse i vilken det ingår betalningsförmedling via generella betalsystem samt mottagande av medel som efter uppsägning är tillgängliga för fordringsägaren inom högst 30 dagar.